# تپه کانی میران
تپه کانی میران مربوط به عصر برنز I- هزاره اول قم است و در شهرستان بوکان، بخش مرکزی، دهستان آختاچی، روستای حاجی کند واقع شده و این اثر در تاریخ ۷ اسفند ۱۳۸۵ با شمارهٔ ثبت ۱۷۷۴۱ به‌عنوان یکی از آثار ملی ایران به ثبت رسیده است.